# Laurent Greilsamer
Pour les articles homonymes, voir Greilsamer.
Laurent Greilsamer, né le 2 février 1953 à Neuilly-sur-Seine (Seine) et mort le 8 novembre 2023 à Paris, est un journaliste et écrivain français, ancien élève de l'École supérieure de journalisme de Lille (49e promotion).
Ancien directeur adjoint du Monde, il cofonde en avril 2014 l'hebdomadaire Le 1 dont il était conseiller éditorial.

## Biographie
Laurent Greilsamer est journaliste au Figaro de 1974 à 1976 et au Quotidien de Paris en 1977. Il entre au Monde en 1977 où il occupera successivement les postes de rédacteur, reporter, grand reporter, rédacteur en chef, directeur adjoint de la rédaction et directeur adjoint du quotidien (2007-2011).
À la télévision, il présente l’émission Le Monde des idées sur LCI de 2005 à 2006. Il est l'auteur de plusieurs documentaires dont Le Monde contre le président : Beuve-Méry vs de Gaulle (52 minutes) diffusé sur France 5 en avril 2014 et La parole est au garde des Sceaux (2 × 52 minutes) diffusé sur France 5 en 2016. Tous ces films ont été conçus et réalisés avec Joseph Beauregard.
Il est l'auteur de quatre biographies : Le Prince foudroyé : la vie de Nicolas de Staël en 1998 (grand prix des lectrices de Elle et grand prix de la Société des gens de lettres), L'Éclair au front : la vie de René Char, L'Homme du Monde : la vie d'Hubert Beuve-Méry et La Vraie Vie du capitaine Dreyfus.
En avril 2014, il lance, avec Éric Fottorino, un nouveau journal hebdomadaire d'actualité, Le 1.
Il meurt à Paris le 8 novembre 2023 des suites d'un arrêt cardiaque,.

## Œuvres
- Un certain Monsieur Paul, avec Daniel Schneidermann, 1989
- Hubert Beuve-Mery, 1990
- Le procès du sang contaminé, 1992
- Les juges parlent, avec Daniel Schneidermann, 1992
- Interpol, 1997
- Le prince foudroyé : la vie de Nicolas de Staël, 1998
- Où vont les juges ?, avec Daniel Schneidermann, 2002
- René Char, l'éclair au front, 2004
- Le Dico de la présidentielle, 2007
- La Déclaration universelle des droits de l'Homme, avec Olivier Duhamel et Mario Bettati, 2008
- La Favorite, 2012
- Le Dictionnaire Michelet : un voyage dans l'histoire et la géographie française, 2012
- Jean-Paul Viguier architecture, 2013
- La vraie vie du capitaine Dreyfus, 2014
- Le Dictionnaire George Sand, avec Claire Greilsamer, 2014
- Fromanger, de toutes les couleurs, 2018
- Le monde selon Picasso. Réflexions, fulgurances et traits d'esprit, 2020

## Hommage
En novembre 2023, l'hebdomadaire Le 1, qu'il a cofondé avec Éric Fottorino, lui rend hommage dans un numéro spécial.